# Claudemir Vítor Marques
Claudemir Vítor Marques, genannt Vítor, (* 28. September 1972 in Mogi Guaçu) ist ein ehemaliger brasilianischer Fußballspieler. Er gewann in seiner Karriere verschiedene nationale sowie internationale Meisterschaften.
U.a. war er Teil der Mannschaft vom Cruzeiro EC aus Belo Horizonte, die im Finale des Weltpokals 1997 Borussia Dortmund unterlag.

## Erfolge
São Paulo
- Staatsmeisterschaft von São Paulo: 1991, 1992
- Campeonato Brasileiro de Futebol: 1991
- Copa Libertadores: 1993
- Weltpokal: 1992
- Recopa Sudamericana: 1994
- Copa Conmebol: 1994

Real Madrid
- Supercopa de España: 1993

Corinthians
- Staatsmeisterschaft von São Paulo: 1995
- Copa do Brasil: 1995

Cruzeiro
- Staatsmeisterschaft von Minas Gerais: 1996, 1997
- Copa do Brasil: 1996
- Copa Libertadores: 1997

Vasco da Gama
- Staatsmeisterschaft von Rio de Janeiro: 1998
- Copa Libertadores: 1998